# Isabella Fabbrica
Isabella Fabbrica (Milano, 1802 circa – Torino, 1860 circa) è stata un contralto italiano.
Studiò al conservatorio di Milano. Appena terminati gli studi debuttò al Teatro alla Scala nella première di Adele ed Emerico di Saverio Mercadante. L'opera ebbe un ottimo successo e questo favorì la carriera della Fabbrica, che nello stesso anno fu protagonista di altre première di Gaetano Donizetti (Chiara e Serafina) e Mercadante (Amleto).
Dopo alcuni anni in cui si esibì in prevalenza a Milano e Torino, sposò (dopo avere rinunciato a una possibile unione con Mercadante) il tenore Giovanni Battista Montresor (figlio del contralto Adelaide Malanotte) e nel 1830 debuttò a Roma.
Divenuta molto famosa e apprezzata per le doti di attrice e la potenza della voce, trascorse alcuni anni in Portogallo, dove ottenne un successo straordinario:
(Regli)
Fu in seguito anche a Madrid e a San Pietroburgo, fino al 1850 quando cessò l'attività.

## Ruoli creati
- 1822 Mercadante: Adele ed Emerico (Emerico)
- 1822 Donizetti: Chiara e Serafina (Chiara)
- 1822 Mercadante: Amleto (Amleto)
- 1823 Pacini: La vestale (Giulia)
- 1823 Mayr: Demetrio (Demetrio)
- 1824 Cordella: Alcibiade (Alcibiade)
- 1825 Vaccai: Giulietta e Romeo (Romeo)
- 1833 Coccia: Caterina di Guisa (Arturo)